# 吉川工業アールエフセミコン
吉川工業アールエフセミコン株式会社（よしかわこうぎょうアールエフセミコン）は、宮崎県児湯郡新富町に本社を置く、半導体テストハウスおよびRFIDのチップの開発・販売を行う会社である。吉川工業の子会社。

## 概要
宮崎県の誘致企業として、1984年7月に吉川工業と宮崎沖電気（現・ラピスセミコンダクタ宮崎）との共同出資により「吉川セミコンダクタ株式会社」として設立された。1997年8月には、日本国外での生産拠点として、インドネシアのビンタン島に関連子会社PT.Yoshikawa Electronics Bintan（ヨシカワエレクトロニクスビンタン）を設立した。2012年10月に吉川アールエフシステムを吸収合併し、株式会社吉川アールエフセミコンに社名変更した。2020年に親会社の吉川工業が100周年を迎える。吉川工業のグループ会社であることを周知するために2019年9月吉川工業アールエフセミコン株式会社に社名変更した。

## 沿革
- 1984年7月 - 吉川セミコンダクタ株式会社設立
- 1997年8月 - PT.Yoshikawa Electronics Bintan設立
- 2012年10月 - 吉川アールエフシステム株式会社を吸収合併